# Wartość charakterystyczna przeżycia
Wartość charakterystyczna przeżycia – w analizie Weibulla oznacza czas, do którego awarii ulega {\displaystyle 63,2\%} populacji. W dwuparametrowym rozkładzie Weibulla odpowiada parametrowi skali {\displaystyle b}, jeśli parametr położenia wynosi
{\displaystyle \theta =0}
W przeciwnym razie wynosi on:
{\displaystyle \theta +b} 